# Elladora Black
Elladora Black je lik iz serijala Harry Potter britanske spisateljice J. K. Rowling.

## Opis
Elladora je spomenuta na obiteljskom stablu Blackovih koje je izradila Rowling. Prema obiteljskom stablu, Elladora je bila pripadnica „čistokrvne” obitelji Black te sestra Siriusa Blacka I. (umro kao dijete), Phineasa Nigellusa Blacka (ravnatelj čarobnjačke škole Hogwarts) i Iole Black (izopćena iz obitelji). Elladora je rođena 1850. Na obiteljskom stablu koje je izradila Rowling nisu data imena Elladorinih roditelja, ali je Rowling dala opširniju verziju stabla za snimanje filma Harry Potter i Red feniksa, u kojem je prikazano obiteljsko stablo Blackovih. Na stablu je prikazan i Cygnus Black I., koji je oženio Ellu Max (ili May) te je moguće da su oni Elladorini roditelji.
Rowling je spomenula Elladoru u knjizi Harry Potter i Red feniksa, gdje Sirius Black, kum Harryja Pottera, kaže Harryju da je Elladora započela obiteljsku tradiciju odrubljivanja glava kućnim vilenjacima kad bi postali prestari da nose pladanj s čajem. Elladora, koja se nikad nije udala, umrla je 1931. te je prikazana na tapiseriji u kući Blackovih.

## Etimologija
Elladorino ime se može raščlaniti na dva imena — Ella i Dora. Ella je normanski oblik germanskog imena Alia („druga”), dok Dora na grčkom znači „dar”.